# Maurice FitzGerald, III lord de Offaly
Maurice FitzMaurice Fitzgerald (1238-2 de septiembre de 1277) fue un magnate y soldado irlandés, que ocupó el cargo de Justicia de Irlanda de 1272 a 1273. Su familia vendría a epitomizar el ideal de síntesis cultural en Irlanda, convirtiéndose en más irlandés que los mismos irlandeses, fusionando las costumbres gaélicas y normandas en una sola identidad irlandesa. «[Algunos] dicen que nunca disfrutó el señorío, sino que lo pasó al hijo y nieto de su hermano mayor Gerald».

## Carrera
Nació en 1238 en Wexford, Irlanda, siendo el segundo hijo de Maurice FitzGerald, II lord de Offaly y Juliana de Grenville. Tuvo tres hermanos, Gerald fitz Maurice II (fallecido en 1243), Thomas fitz Maurice (f. 1271), y David fitz Maurice, fallecido sin descendencia. Maurice fue conocido por el apodo de Maurice Mael, de una antigua palabra que significa "devoto" en irlandés. Recibió de su padre tierras en Connacht a cambio de renunciar a la baronía de Offaly en algún momento antes del 20 de mayo de 1257, cuando su padre Maurice Fitzgerald II murió en el monasterio de Youghal. Antes de la muerte de su padre, Maurice fue custos de Offaly, pero después de la muerte del II lord Offaly, la condesa de Lincoln, Margaret de Quincy, le demandó por la custodia de Offaly.
En su época hubo terribles contiendas entre los Geraldine y los DeBurgh. Maurice FitzMaurice y su sobrino John, hijo de su hermano Thomas, capturaron al justiciar, Richard de la Rochelle; a Theobald Butler IV y a John de Cogan I (cuyo hijo estaba casado con la hermana de Maurice Fitzgerald III, Juliana). La captura de los tres magnates provocó una guerra privada en Irlanda, con los Geraldine por un lado y Walter de Burgh y Geoffrey de Geneville, I barón Geneville en el otro. Aun así, la segunda guerra de los barones en Inglaterra les forzó a una paz provisional mientras luchaban contra los Montfortian en las tierras centrales inglesas en 1266.
En mayo de 1265, Maurice FitzMaurice estuvo entre los principales magnates en Irlanda convocados para informar al rey Enrique III de Inglaterra y a su hijo el príncipe Eduardo sobre las condiciones del país, y otra vez en junio de 1265. Esto fue el resultado de la guerra privada entre los Geraldine y Walter de Burgh. FitzGerald fue nombrado Justiciar de Irlanda el 23 de junio de 1272, tras la muerte accidental de su predecesor, James de Audley el 11 de junio de ese año —su padre había servido en el mismo puesto de 1232 a 1245. Desempeñó el cargo hasta septiembre de 1273, cuando fue sucedido por sir Geoffrey de Geneville, seigneur de Vaucouleurs.
Recibió cuatro porciones de tierra en Lea y Geashill por parte de Roger Mortimer, quien las había heredado de su mujer, Maud de Braose.
En 1276, dirigió a un grupo de hombres de Connacht contra los irlandeses de Wicklow. El contingente de Maurice se unió al ejército principal de colonos ingleses, ambos comandado por su yerno, Thomas de Clare, señor de Inchiquin y Youghal, y quien había sido nombrado lord de Thomond ese mismo año. También sir Geoffrey de Geneville, fue nombrado sucesor de FitzGerald como Justiciar de Irlanda. Los ingleses, al mando de Thomas de Clare y Geoffrey de Geneville, atacaron a los irlandeses en Glenmalure, pero fueron derrotados y sufrieron graves pérdidas.

## Matrimonios y descendencia
Poco después del 28 de octubre de 1259, se casó con su primera mujer, Maud de Prendergast, quien tenía dos exesposos y era hija de sir Gerald de Prendergast de Beauvoir y de Matilda de Burgh, hija de Richard Mór de Burgh. Tuvieron dos hijas:
- Juliana FitzGerald (f. 24 de septiembre de 1300), con 4 hijos anteriores de Thomas de Clare, señor de Thomond. Algunos genealogistas habían afirmado que Juliana era hija de la segunda esposa de FitzGerald, Emmeline, como se puede encontrar en El nobiliario completo.[11]
- Amabel FitzMaurice, casada pero sin descendencia.

Maud murió en fecha desconocida. En 1273, FitzGerald se casó con Emmeline Longespee (1252-1291), hija de Stephen Longespée y Emmeline de Ridelsford. No tuvieron hijos.
FitzGerald murió el 2 de septiembre de 1277, en Ross, condado de Wexford. Tras esto, Emmeline Longespee luchó hasta su muerte reclamando su dote en contra de su hija, Juliana, su hijastra, Amabilia, y John Fitzgerald, que sería creado I conde de Kildare. John ganó por demanda o tomó físicamente las tierras de los agentes de Emmeline, Juliana, y Amabilia.